# Héronchelles
Héronchelles ist eine französische Gemeinde mit 145 Einwohnern (Stand: 1. Januar 2022) im Département Seine-Maritime in der Region Normandie (vor 2016: Haute-Normandie). Sie gehört zum Arrondissement Rouen und zum Kanton Le Mesnil-Esnard (bis 2015: Kanton Buchy). Die Einwohner werden Héronchellais genannt.

## Geographie
Héronchelles liegt etwa 25 Kilometer nordöstlich von Rouen am Flüsschen Héron. Umgeben wird Héronchelles von den Nachbargemeinden Sainte-Croix-sur-Buchy im Norden und Nordwesten, Buchy im Norden, Bois-Héroult im Nordosten, Bois-Guilbert im Osten, Rebets im Süden und Südosten, Boissay im Südwesten sowie Ernemont-sur-Buchy im Westen.

## Einwohnerentwicklung
| 1962                      | 1968 | 1975 | 1982 | 1990 | 1999 | 2006 | 2013 |
| ------------------------- | ---- | ---- | ---- | ---- | ---- | ---- | ---- |
| 108                       | 88   | 102  | 91   | 102  | 89   | 105  | 128  |
| Quelle: Cassini und INSEE |      |      |      |      |      |      |      |

## Sehenswürdigkeiten
- Kirche Saint-Geneviève-et-Saint-Nicolas